# Арчер, Джимми
Джеймс Патрик Арчер (англ. James Patrick Archer, 13 мая 1883, Дублин — 29 марта 1958, Милуоки, Висконсин) — американский бейсболист ирландского происхождения, кэтчер. Наиболее известен по выступлениям за «Чикаго Кабс», в составе которых он играл с 1909 по 1917 год.

## Биография
Джеймс Патрик Арчер родился 13 мая 1883 года в Дублине. Когда он был еще младенцем, его семья переехала в Монреаль, а затем в Торонто. Там он вырос и начал играть в бейсбол. В 1902 году, когда Джимми работал бондарем, он упал в чан с кипящим древесным соком, обварив правую руку и ногу. Три месяца он провёл в больнице и из-за сильных болей даже просил об ампутации. Сухожилие в его правой руке сжалось и она осталась короче левой. Позднее Арчер всегда говорил, что именно это позволило ему сильно и точно бросать мяч сидя на корточках.

### Профессиональная карьера
Профессиональную карьеру Джимми начал в 1903 году, получив приглашение выступать за команду из Фарго, которой управлял его друг Том Рейнольдс. В её составе он сыграл двадцать матчей, а затем перешёл в клуб из Манитобы, где ему предложили более высокую зарплату. Следующий год Арчер провёл в команде из Буна в Лиге штата Айова. Там же он познакомился со своей будущей супругой Лилиан Старк. Часть сезона Джимми пропустил из-за перелома ключицы. Незадолго до окончания сезона, в сентябре 1904 года, он получил приглашение на просмотр в команду Главной лиги бейсбола «Питтсбург Пайрэтс». За клуб Арчер сыграл в семи матчах, выбив в них три сингла.
В начале 1905 года руководство «Пайрэтс» отправило Джимми играть в «Атланту Крэкерс» из Южной ассоциации. В одной из игр он сломал коленную чашечку после того, как в неё попал мяч, поданный Багзом Реймондом. За «Крэкерс» Арчер провёл два сезона, прежде чем получил шанс вернуться в МЛБ. Его пригласили в «Детройт Тайгерс». Джимми был третьим по счёту кэтчером команды и провёл всего семнадцать игр в регулярном чемпионате, но принял участие в играх Мировой серии. В 1908 году главный тренер клуба Хьюи Дженнингс попытался изменить манеру игры Арчера, а когда это не удалось — отчислил его из команды. Позднее Дженнингс говорил, что это было единственное кадровое решение, о котором он потом пожалел. 
Джимми попал в команду младшей лиги из Баффало, за которую провёл 82 игры. Во время одного из матчей он был замечен играющим главным тренером «Чикаго Кабс» Фрэнком Ченсом, который приехал просматривать питчера Джорджа Макконнелла. Позднее «Кабс» выкупили контракт Арчера, чтобы заменить ушедшую звезду клуба Джонни Клинга. В 1909 году Джимми провёл в составе «Чикаго» восемьдесят матчей, но спустя год Клинг вернулся в команду и снова занял место основного кэтчера. «Кабс» вышли в Мировую серию, где уступили «Филадельфии Атлетикс». В третьей игре Арчер вышел играть на первую базу, после того как Ченс был удалён из игры. На четвёртый и пятый матчи Джимми был включён в стартовый состав, так как тренер был недоволен тем, что Клинг просил питчера подавать много фастболов при занятых базах. В первой из этих игр Арчер набрал решающее очко и помог команде одержать единственную победу в серии.
В 1911 году он вытеснил Клинга из состава и тот был обменян в «Бостон Брэйвз». Место основного кэтчера «Кабс» Джимми сохранял до 1916 года. До перелома руки, полученного в 1914 году во время игры в Бруклине, он был одним из лучших кэтчеров и во всей Национальной лиге. В 1917 году «Кабс» отчислили его после отказа от понижения заработной платы.
Последним в карьере Арчера стал сезон 1918 года. Весной он подписал контракт с «Пайрэтс», но, сыграв всего двадцать четыре матча, был отчислен. Девять игр он провёл в составе «Бруклин Робинс», которые затем продали его в «Цинциннати». В составе «Редс» он завершил спортивную карьеру.

### После бейсбола
Закончив с бейсболом, Джимми вернулся в Чикаго. Он работал в мясоперерабатывающей компании Armour and Company. В 1931 году его наградили за спасение двух рабочих, отравившихся угарным газом. Арчер был заядлым игроком в боулинг и занимал должность директора по продвижению в Конгрессе профессиональных кегельбанов (англ. Congress of Professional Bowling Alleys). Он также был комиссаром Чикагской софтбольной лиги.
Джимми Арчер скончался 29 марта 1958 года в госпитале в Милуоки, где проходил курс лечения туберкулёза позвоночника. Непосредственной причиной смерти стала коронарная окклюзия. Похоронен Арчер в городе Бун в штате Айова. 
В 1990 году Джимми Арчер был включён в Канадский бейсбольный зал славы. 